# Straßenradsport-Weltmeisterschaften 2013

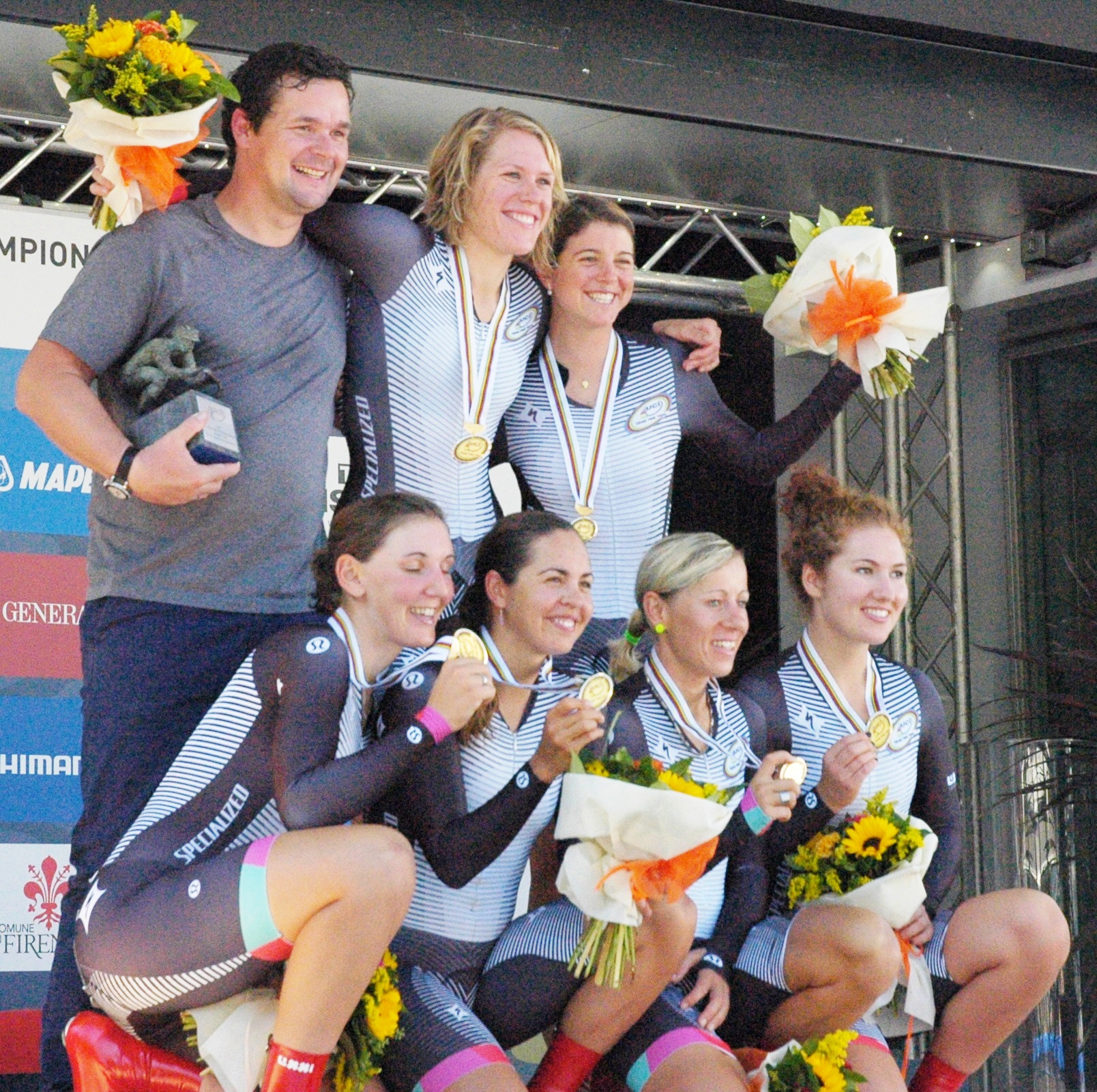
Das Team Specialized-lululemon gewann das Mannschaftszeitfahren der Frauen; Ellen van Dijk (hintere Reihe, Mitte) wurde zwei Tage später Weltmeisterin im Einzelzeitfahren.

Die Straßenradsport-Weltmeisterschaften 2013 wurden vom 21. bis 29. September in der italienischen Region Toskana ausgetragen. Neben der Großstadt Florenz, die Zielort aller Rennen war, waren Lucca, Montecatini Terme und Pistoia ebenfalls Gastgeber. Damit war Italien zum 13. Mal Ausrichter einer Straßen-Weltmeisterschaften, die zuvor letzte hatte 2008 in Varese stattgefunden.

## Vor der WM
Neben Florenz hatten sich noch Ponferrada (Spanien), Hooglede-Gits (Belgien) und Genua, das aber weder vom italienischen Radsportverband (FCI) noch vom Nationalen Olympischen Komitee Italiens (CONI) unterstützt wurde, für die Ausrichtung dieser WM beworben. Nach der erfolgreichen Wahl meinte der Präsident des italienischen Verbandes Renato di Rocco: „Das ist ein Sieg für den italienischen Radsport, ein Sieg für die großartige toskanische Radsporttradition.“
Im Oktober 2012 sorgte die Bekanntgabe des WM-Maskottchens für Spott in der Öffentlichkeit. Kurz nachdem Lance Armstrong nach jahrelangem Betrug seine sieben Tour-Titel aberkannt worden waren, gab die UCI Pinocchio, dessen Nase mit jeder Lüge wächst, als offizielle Werbefigur bekannt. Die UCI hatte indes eine völlig andere Begründung zur Wahl des Maskottchens. „Unser Pinocchio ist mit seinen Wurzeln verbunden, glücklich, athletisch und aufmerksam“, hieß es auf der Webseite der WM. Weiterhin schaue Pinocchio zum Horizont und drücke damit eine optimistische Haltung aus, was die Zukunft betreffe.

## Kurs
Florenz war zwar Zielort aller Rennen, doch fanden die Starts teilweise in den Städten Lucca, Pistoia und Montecatini Terme statt, um die Weltmeisterschaft noch weiter durch die Toskana zu führen. Sie begann mit den beiden Mannschaftszeitfahren, gefolgt von den Einzelzeitfahren, die allesamt so gut wie komplett flach waren. Vor den fünf Straßenrennen, die sich über drei Tage verteilten, gab es einen Tag Pause. Die Rennen begannen jeweils mit einer unterschiedlich langen Anfahrt zum Rundkurs in Florenz, der von Andrea Tafi entworfen worden war. Die Strecke war 16,6 Kilometer lang und wies zwei schwere Steigungen auf. Die erste nach Fiesole (4,8 km à 6 %, max. 9 %) gleich zu Beginn war die längere, in der Abfahrt kam eine kürzere, aber extrem steile Rampe (598 m à 12 %, max. 19 %) hinzu. Bis ins Ziel blieben dann noch rund vier Kilometer.

## Ergebnisse Frauen

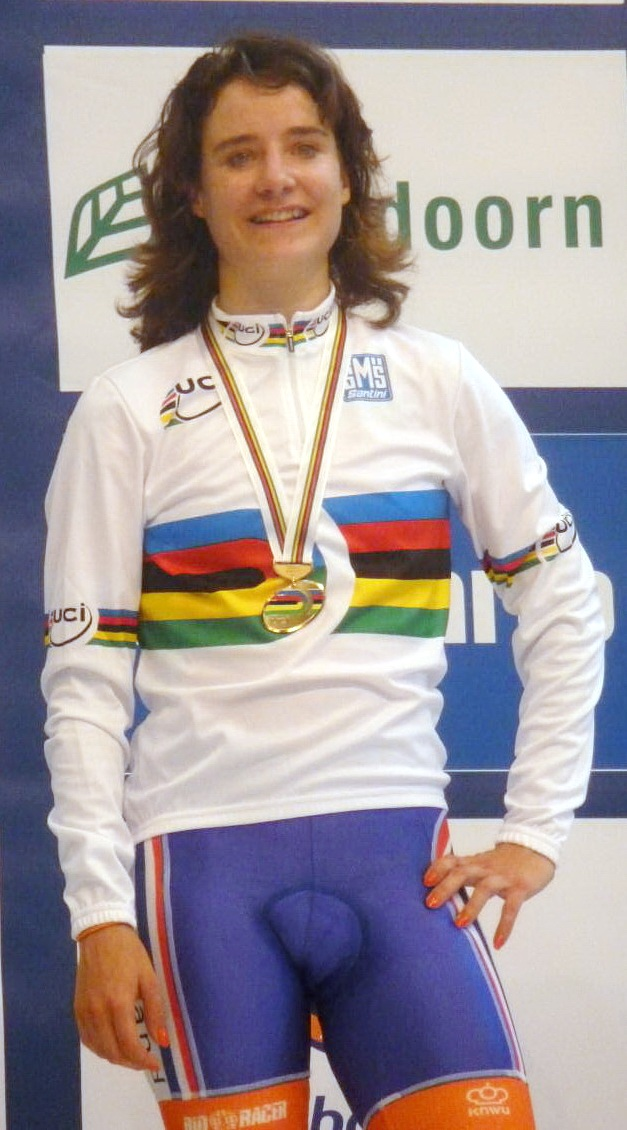
Marianne Vos (hier 2011 bei den Bahn-Weltmeisterschaften) wurde zum dritten Mal Weltmeisterin im Straßenrennen.

### Straßenrennen
| Platz | Athletin             | Land | Zeit       |
| ----- | -------------------- | ---- | ---------- |
| 1     | Marianne Vos         | NED  | 3:44:00    |
| 2     | Emma Johansson       | SWE  | + 0:15 min |
| 3     | Rossella Ratto       | ITA  | + 0:15 min |
| 4     | Anna van der Breggen | NED  | + 0:33 min |
| 5     | Evelyn Stevens       | USA  | + 0:46 min |
| 6     | Linda Villumsen      | NZL  | + 0:50 min |
| 7     | Tatiana Guderzo      | ITA  | + 0:52 min |
| 8     | Elisa Longo Borghini | ITA  | + 0:52 min |
| 9     | Tiffany Cromwell     | AUS  | + 1:40 min |
| 10    | Tatjana Antoschina   | RUS  | + 1:40 min |
|       |                      | …    |            |
| 12    | Claudia Häusler      | GER  | + 3:34 min |
| 20    | Trixi Worrack        | GER  | + 5:28 min |
| 29    | Jolanda Neff         | SUI  | + 7:40 min |
| 35    | Doris Schweizer      | SUI  | + 7:46 min |

141 Fahrerinnen waren am Start, von denen 95 das Rennen aufgaben, darunter: Patricia Schwager , Romy Kasper , Lisa Brennauer , Esther Fennel , Elke Gebhardt , Andrea Graus , Martina Ritter , Daniela Pintarelli 

### Einzelzeitfahren
Streckenlänge: 22,05 Kilometer
| Platz | Athletin           | Land | Zeit (min)             | Abstand       |
| ----- | ------------------ | ---- | ---------------------- | ------------- |
| 1     | Ellen van Dijk     | NED  | 27:28,18 (47,045 km/h) |               |
| 2     | Linda Villumsen    | NZL  | 28:12,28               | + 0:24,10 min |
| 3     | Carmen Small       | USA  | 28:16,92               | + 0:28,74 min |
| 4     | Evelyn Stevens     | USA  | 28:16,96               | + 0:28,78 min |
| 5     | Trixi Worrack      | GER  | 28:19,84               | + 0:31,66 min |
| 6     | Annika Langvad     | DEN  | 28:27,69               | + 0:39,51 min |
| 7     | Olga Sabelinskaja  | RUS  | 28:28,48               | + 0:40,30 min |
| 8     | Hanna Solowej      | UKR  | 28:30,66               | + 0:42,48 min |
| 9     | Tatjana Antoschina | RUS  | 28:30,75               | + 0:42,58 min |
| 10    | Emma Johansson     | SWE  | 28:41.16               | + 0:52,98 min |
|       |                    | …    |                        |               |
| 11    | Lisa Brennauer     | GER  | 28:52,64               | + 1:04,46 min |
| 21    | Jutta Stienen      | SUI  | 29:52.99               | + 2:04,81 min |
| 29    | Martina Ritter     | AUT  | 30:18,84               | + 2:30,66 min |
| 29    | Jacqueline Hahn    | AUT  | 31:02,76               | + 3:14,58 min |

Es gingen 45 Fahrerinnen an den Start.

### Mannschaftszeitfahren
Streckenlänge: 42,79 Kilometer
| Platz | Land                           | Athletinnen | Zeit (min)             |
| ----- | ------------------------------ | --- | ---------------------- |
| 1     | Team Specialized-lululemon     | Lisa Brennauer/Katie Colclough/Ellen van Dijk/ Carmen Small/Evelyn Stevens/Trixi Worrack                                     | 51:10,69 (50.165 km/h) |
| 2     | Rabobank Women Cycling Team    | Lucinda Brand/Thalita de Jong/Pauline Ferrand-Prévot/ Roxane Knetemann/Annemiek van Vleuten/Marianne Vos                     | 52:21,78               |
| 3     | Orica-AIS                      | Annette Edmondson/Shara Gillow/Loes Gunnewijk/ Melissa Hoskins/Emma Johansson/Amanda Spratt                                  | 52:44.52               |
| 4     | RusVelo                        | Aleksandra Burschenkowa/Anastassija Tschulkowa/Oksana Kosontschuk/ Elena Kutschinskaja/Jewgenija Romanjuta/Olga Sabelinskaja | 53:13,00               |
| 5     | MCipollini Giordana            | Tatjana Antoschina/Valentina Carretta/Tatiana Guderzo/ Małgorzata Jasińska/Valentina Scandolara/Marta Tagliaferro            | 53:29,52               |
| 6     | Wiggle Honda                   | Charlotte Becker/Emily Collins/Danielle King/ Lauren Kitchen/Joanna Rowsell/Linda Villumsen                                  | 53:43,69               |
| 7     | Argos-Shimano                  | Janneke Busser-Kanis/Elke Gebhardt/Willeke Knol/ Amy Pieters/Esra Tromp/Kirsten Wild                                         | 54:01,20               |
| 8     | Optum-Kelly Benefit Strategies | Lauren Hall/Janel Holcom/Leah Kirchmann/ Joëlle Numainville/Denise Ramsden/Jade Wilcoxson                                    | 54:14,13               |
| 9     | Sengers Ladies Cycling Team    | Sofie De Vuyst/Vera Koedooder/Maaike Polspoel/ Julia Soek/Anna van der Breggen                                               | 54:16,49               |
| 10    | Boels Dolmans Cyclingteam      | Elizabeth Armitstead/Jessie Daams/Romy Kasper/ Nina Kessler/Emma Trott/Adrie Visser                                          | 54:44,39               |

Insgesamt nahmen 16 Teams teil.

## Ergebnisse Männer

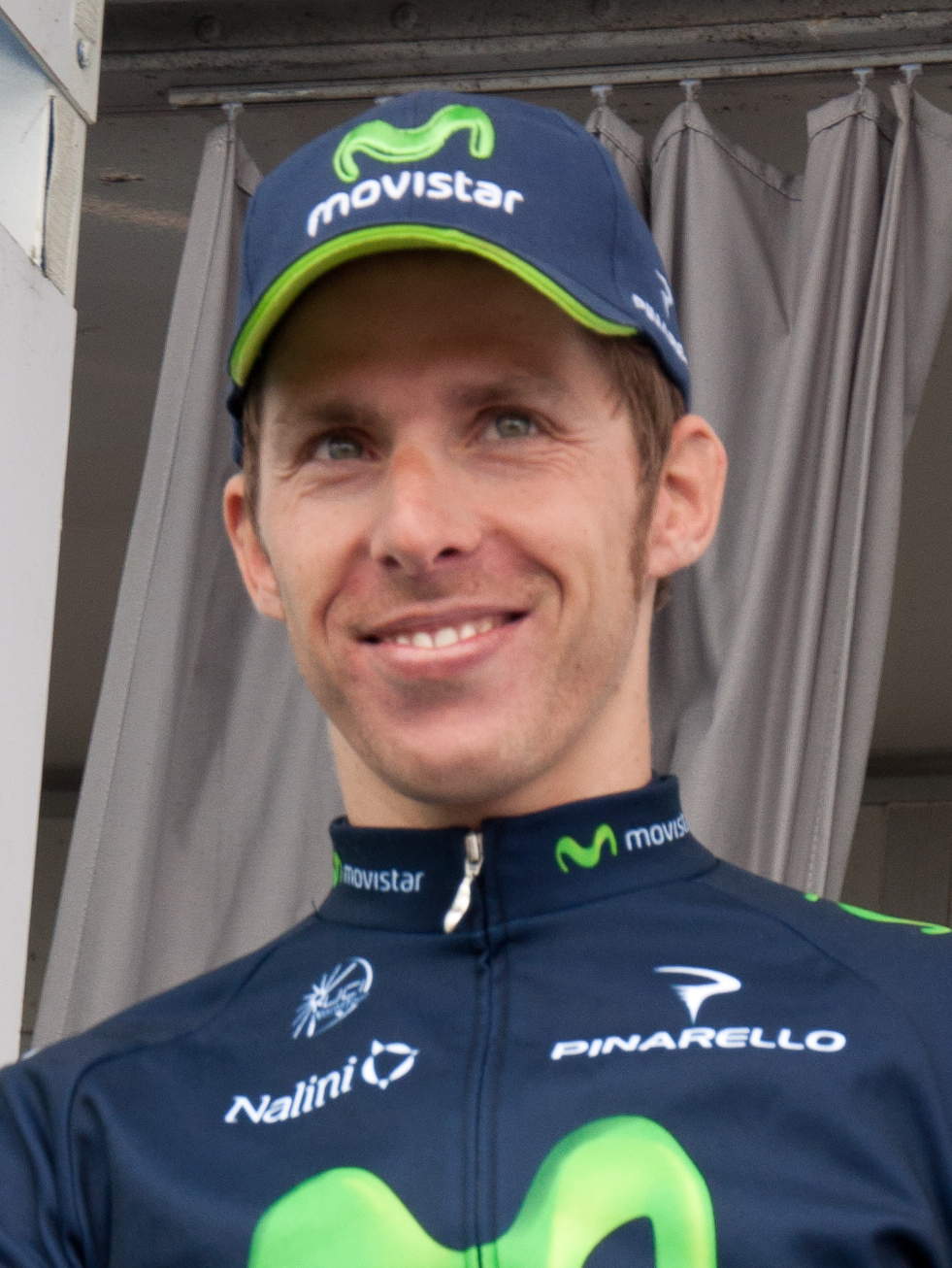
Rui Costa wurde in Florenz erster Straßenweltmeister aus Portugal.

### Straßenrennen
| Platz | Athlet             | Land | Zeit        |
| ----- | ------------------ | ---- | ----------- |
| 1     | Rui Costa          | POR  | 7:25:44 h   |
| 2     | Joaquim Rodríguez  | ESP  | + 0:00 min  |
| 3     | Alejandro Valverde | ESP  | + 0:15 min  |
| 4     | Vincenzo Nibali    | ITA  | + 0:15 min  |
| 5     | Andrij Hrywko      | UKR  | + 0:31 min  |
| 6     | Peter Sagan        | SVK  | + 0:34 min  |
| 7     | Simon Clarke       | AUS  | + 0:34 min  |
| 8     | Maxim Iglinski     | KAZ  | + 0:34 min  |
| 9     | Philippe Gilbert   | BEL  | + 0:34 min  |
| 10    | Fabian Cancellara  | SUI  | + 0:34 min  |
|       |                    | …    |             |
| 14    | Simon Geschke      | GER  | + 0:34 min  |
| 38    | Stefan Denifl      | AUT  | + 2:05 min  |
| 39    | Marcus Burghardt   | GER  | + 3:40 min  |
| 42    | John Degenkolb     | GER  | + 4:53 min  |
| 45    | Grégory Rast       | SUI  | + 6:24 min  |
| 49    | Paul Martens       | GER  | + 8:06 min  |
| 53    | Danilo Wyss        | SUI  | + 11:20 min |
| 55    | Fabian Wegmann     | GER  | + 11:20 min |

Es gingen insgesamt 208 Fahrer an den Start, von denen 147 Fahrer aufgaben, darunter: Dominik Nerz , Michael Schär , Sébastien Reichenbach , Michael Albasini , Mathias Frank , Martin Elmiger , Oliver Zaugg , Georg Preidler , Matthias Brändle , Bernhard Eisel , Markus Eibegger , Riccardo Zoidl 

### Einzelzeitfahren
Streckenlänge: 57,86 Kilometer
| Platz | Athlet                  | Land | Zeit (h)                 | Abstand (min) |
| ----- | ----------------------- | ---- | ------------------------ | ------------- |
| 1     | Tony Martin             | GER  | 1:05:36,65 (51,911 km/h) |               |
| 2     | Bradley Wiggins         | GBR  | 1:06:22,74               | + 0:46,09     |
| 3     | Fabian Cancellara       | SUI  | 1:06:24,99               | + 0:48,34     |
| 4     | Wassil Kiryjenka        | BLR  | 1:07:02,66               | + 1:26,01     |
| 5     | Taylor Phinney          | USA  | 1:07:44,65               | + 2:08,00     |
| 6     | Rasmus Christian Quaade | DEN  | 1:08:12.98               | + 2:36,33     |
| 7     | Marco Pinotti           | ITA  | 1:08:18,57               | + 2:41,92     |
| 8     | Adriano Malori          | ITA  | 1:08:27,72               | + 2:51,07     |
| 9     | Gustav Larsson          | SWE  | 1:08:35,12               | + 2:58,47     |
| 10    | Kanstanzin Siuzou       | BLR  | 1:08:36,19               | + 2:59,54     |
|       |                         | …    |                          |               |
| 20    | Bert Grabsch            | GER  | 1:09:17,66               | + 3:41,01     |
| 30    | Riccardo Zoidl          | AUT  | 1:10:16,22               | + 4:39,57     |
| 37    | Matthias Brändle        | AUT  | 1:10:47,77               | + 5:11,12     |
| 38    | Patrick Gretsch         | GER  | 1:10:50,88               | + 5:14,23     |
| 51    | Reto Hollenstein        | SUI  | 1:12:02,77               | + 6:26,12     |

Es starteten insgesamt 77 Fahrer.

### Mannschaftszeitfahren
Streckenlänge: 57,2 Kilometer
| Platz | Land                   | Athleten                                                                                          | Zeit (h)                 |
| ----- | ---------------------- | ------------------------------------------------------------------------------------------------- | ------------------------ |
| 1     | Omega Pharma-Quickstep | Sylvain Chavanel/Michał Kwiatkowski/Tony Martin/ Niki Terpstra/Kristof Vandewalle/Peter Velits    | 1:04:16.81 (53.391 km/h) |
| 2     | Orica GreenEdge        | Luke Durbridge/Michael Hepburn/Daryl Impey/ Brett Lancaster/Jens Mouris/Svein Tuft                | 1:04:17,62               |
| 3     | Sky ProCycling         | Edvald Boasson Hagen/Chris Froome/Wassil Kiryjenka/ Richie Porte/Kanstanzin Siuzou/Geraint Thomas | 1:04:39,36               |
| 4     | BMC Racing Team        | Steve Cummings/Daniel Oss/Taylor Phinney/ Manuel Quinziato/Michael Schär/Tejay van Garderen       | 1:05:19,52               |
| 5     | RadioShack Leopard     | Fabian Cancellara/Markel Irízar/Bob Jungels/ Jaroslaw Popowytsch/Hayden Roulston/Jesse Sergent    | 1:05:34,34               |
| 6     | Astana Pro Team        | Janez Brajkovič/Jakob Fuglsang/Andrij Hrywko/ Dmitri Grusdew/Tanel Kangert/Alessandro Vanotti     | 1:05:37,95               |
| 7     | Cannondale Pro Cycling | Maciej Bodnar/Tiziano Dall’Antonia/Michel Koch/ Kristijan Koren/Peter Sagan/Brian Vandborg        | 1:05:45,55               |
| 8     | Garmin Sharp           | Rohan Dennis/Tyler Farrar/David Millar/ Andrew Talansky/Christian Vande Velde/David Zabriskie     | 1:06:18,75               |
| 9     | Saxo-Tinkoff           | Manuele Boaro/Mads Christensen/Michael Mørkøv/ Nicolas Roche/Nicki Sørensen/Matteo Tosatto        | 1:06:30,98               |
| 10    | Movistar Team          | Andrey Amador/Jonathan Castroviejo/Rui Costa/ Jesús Herrada/Rubén Plaza/Eloy Teruel               | 1:06:47,84               |

Es gingen insgesamt 36 Teams an den Start.

## Ergebnisse Juniorinnen

### Straßenrennen
| Platz | Athletin             | Land | Zeit        |
| ----- | -------------------- | ---- | ----------- |
| 1     | Amalie Dideriksen    | DEN  | 2:32:23 h   |
| 2     | Anastasija Jakowenko | RUS  | + 0:00 min  |
| 3     | Olena Demidowa       | UKR  | + 0:03 min  |
| 4     | Jessenia Meneses     | COL  | + 0:18 min  |
| 5     | Milda Jankauskaite   | LTU  | + 0:34 min  |
| 6     | Tereza Medveďová     | SVK  | + 0:34 min  |
| 7     | Séverine Eraud       | FRA  | + 0:34 min  |
| 8     | Alexandra Manly      | AUS  | + 0:34 min  |
| 9     | Kelly Catlin         | USA  | + 0:34 min  |
| 10    | Jeanne Korevaar      | NED  | + 0:34 min  |
|       |                      | …    |             |
| 11    | Lisa Klein           | GER  | + 0:34 min  |
| 26    | Tatjana Paller       | GER  | + 0:34 min  |
| 46    | Anna Knauer          | GER  | + 7:30 min  |
| 56    | Luisa Kattinger      | GER  | + 13:30 min |

81 Fahrerinnen waren am Start, 21 davon gaben vor dem Ziel auf, darunter: Astrid Gassner , Elisabeth Riegler  und Kathrin Schweinberger 

### Einzelzeitfahren
Streckenlänge: 16,19 Kilometer
| Platz | Athletin             | Land | Zeit (min)             | Abstand   |
| ----- | -------------------- | ---- | ---------------------- | --------- |
| 1     | Séverine Eraud       | FRA  | 22:42,63 (42,773 km/h) |           |
| 2     | Alexandria Nicholls  | AUS  | 22:45,32               | +2,69 s   |
| 3     | Alexandra Manly      | AUS  | 22:50,80               | +8,17 s   |
| 4     | Zavinta Titenyte     | LTU  | 22:54,12               | +11,49 s  |
| 5     | Anastasija Jakowenko | RUS  | 22:55,68               | + 13,05 s |
| 6     | Demi de Jong         | NED  | 22:56,74               | + 14,11 s |
| 7     | Kelly Catlin         | USA  | 23:03,35               | + 20,72 s |
| 8     | Floortje Mackaij     | NED  | 23:03,67               | + 21,04 s |
| 9     | Kinley Gibson        | CAN  | 23:05,44               | + 22,81 s |
| 10    | Luisa Kattinger      | GER  | 23:06,10               | + 23,47 s |
|       |                      | …    |                        |           |
| 23    | Anna Knauer          | GER  | 23:33,00               | + 50,37 s |

Es waren 47 von 48 Starterinnen ins Ziel.

## Ergebnisse Männer U23

### Straßenrennen
| Platz | Athlet              | Land | Zeit (h)    |
| ----- | ------------------- | ---- | ----------- |
| 1     | Matej Mohorič       | SLO  | 4:20:18     |
| 2     | Louis Meintjes      | RSA  | + 0:03 min  |
| 3     | Sondre Enger        | NOR  | + 0:13 min  |
| 4     | Caleb Ewan          | AUS  | + 0:13 min  |
| 5     | Toms Skujiņš        | LVA  | + 0:13 min  |
| 6     | Davide Villella     | ITA  | + 0:13 min  |
| 7     | Dylan van Baarle    | NED  | + 0:13 min  |
| 8     | Silvio Herklotz     | GER  | + 0:13 min  |
| 9     | Julian Alaphilippe  | FRA  | + 0:13 min  |
| 10    | Patrick Konrad      | AUT  | + 0:13 min  |
|       |                     | …    |             |
| 23    | Felix Großschartner | AUT  | + 0:53 min  |
| 17    | Stephan Rabitsch    | AUT  | + 0:53 min  |
| 26    | Jasha Sütterlin     | GER  | + 1:25 min  |
| 29    | Stefan Küng         | SUI  | + 1:25 min  |
| 29    | Adrien Chenaux      | SUI  | + 0:00 min  |
| 39    | Gregor Mühlberger   | AUT  | + 2:33 min  |
| 68    | Emanuel Buchmann    | GER  | + 8:40 min  |
| 71    | Simon Pellaud       | SUI  | + 11:10 min |
| 76    | Rick Zabel          | GER  | + 15:24 min |

170 Fahrer gingen an den Start, von denen 86 aufgaben, darunter Johannes Weber  und Lukas Pöstlberger .

### Einzelzeitfahren
Streckenlänge: 43,46 Kilometer
| Platz | Athlet                | Land | Zeit (min)             | Abstand       |
| ----- | --------------------- | ---- | ---------------------- | ------------- |
| 1     | Damien Howson         | AUS  | 49:49,97 (52,326 km/h) |               |
| 2     | Yoann Paillot         | FRA  | 50:47,08               | + 57,11 s     |
| 3     | Lasse Norman Hansen   | DEN  | 51:00,10               | + 1:10,13 min |
| 4     | Campbell Flakemore    | AUS  | 51:12,27               | + 1:22,30 min |
| 5     | Lawson Craddock       | USA  | 51:31,35               | + 1:41,38 min |
| 6     | Stefan Küng           | SUI  | 51:36,72               | + 1:46,57 min |
| 7     | Ryan Mullen           | DEN  | 51:37,06               | + 1:47,09 min |
| 8     | Victor Campenaerts    | BEL  | 51:37,68               | + 1:47,71 min |
| 9     | Daniil Fominych       | KAZ  | 51:55,70               | + 2:05,73 min |
| 10    | Eduardo Sepúlveda     | ARG  | 52:00,52               | + 2:10,55 min |
|       |                       | …    |                        |               |
| 12    | Maximilian Schachmann | GER  | 52:22,70               | + 2:32,72 min |
| 13    | Jasha Sütterlin       | GER  | 52:27,41               | + 2:37,44 min |
| 38    | Felix Großschartner   | AUT  | 54:09,15               | + 4:19,18 min |
| 43    | Gabriel Chavanne      | FRA  | 54:35,34               | + 4:45,37 min |
| 61    | Lukas Pöstlberger     | AUT  | 56:37,40               | + 6:47,43 min |

Insgesamt starteten 74 Fahrer.

## Ergebnisse Junioren

### Straßenrennen
Streckenlänge: 140,05 Kilometer
| Platz | Athlet               | Land | Zeit (h)    |
| ----- | -------------------- | ---- | ----------- |
| 1     | Mathieu van der Poel | NED  | 3:33:14     |
| 2     | Mads Pedersen        | DEN  | + 0:03 min  |
| 3     | Iltjan Nika          | ALB  | + 0:03 min  |
| 4     | Logan Owen           | USA  | + 0:03 min  |
| 5     | Lorenzo Rota         | ITA  | + 0:03 min  |
| 6     | Lucas Eriksson       | SWE  | + 0:03 min  |
| 7     | Scott Davies         | GBR  | + 0:03 min  |
| 8     | Artem Nitsch         | RUS  | + 0:03 min  |
| 9     | Sergei Schemjakin    | KAZ  | + 0:03 min  |
| 10    | Benjamin Brkic       | AUT  | + 0:03 min  |
|       |                      | …    |             |
| 27    | Julian Schulze       | GER  | + 1:09 min  |
| 49    | Patrick Müller       | SUI  | + 3:59 min  |
| 57    | Adrian Auerbacher    | GER  | + 4:14 min  |
| 59    | Marco König          | GER  | + 6:11 min  |
| 77    | Thomas Terretaz      | SUI  | + 9:10 min  |
| 79    | Lennard Kämna        | GER  | + 9:45 min  |
| 84    | Martin Schäppi       | SUI  | + 10:17 min |
| 97    | Mario Stock          | AUT  | + 10:17 min |
| 114   | Lukas Schlemmer      | AUT  | + 13:14 min |
| 115   | Florian Schipflinger | AUT  | + 13:14 min |
| 120   | Eric Süßmilch        | GER  | + 13:27 min |

190 Fahrer gingen an den Start, 61 gaben während des Rennens auf, darunter Alexander Wachter .

### Einzelzeitfahren
Streckenlänge: 21,8 Kilometer
| Platz | Athlet               | Land | Zeit (min)             | Abstand       |
| ----- | -------------------- | ---- | ---------------------- | ------------- |
| 1     | Igor Decraene        | BEL  | 26:56,83 (48.539 km/h) |               |
| 2     | Mathias Krigbaum     | DEN  | 27:05,49               | + 0:08,66 min |
| 3     | Zeke Mostov          | USA  | 27:17,80               | + 0:20,97 min |
| 4     | Joshua Stritzinger   | GER  | 27:20,47               | + 0:23,64 min |
| 5     | Matthew Gibson       | GBR  | 27:26,99               | + 0:30,16 min |
| 6     | Ole Forfang          | NOR  | 27:41,04               | + 0:44,21 min |
| 7     | Corentin Ermenault   | FRA  | 27:41,23               | + 0:44,40 min |
| 8     | Dmitriy Rive         | KAZ  | 27:43,07               | + 0:46,24 min |
| 9     | Nikolai Tscherkassow | RUS  | 27:46,70               | + 0:49,87 min |
| 10    | Michael Dessau       | USA  | 36:01,04               | + 0:26,29 min |
|       |                      | …    |                        |               |
| 25    | Oliver Matheis       | GER  | 28:21,15               | + 1:24,32 min |
| 40    | Dominic von Burg     | SUI  | 28:53,20               | + 1:56,37 min |
| 44    | Patrick Müller       | SUI  | 29:11,96               | + 2:15,13 min |

Es waren 84 Fahrer am Start.

## Zeitplan

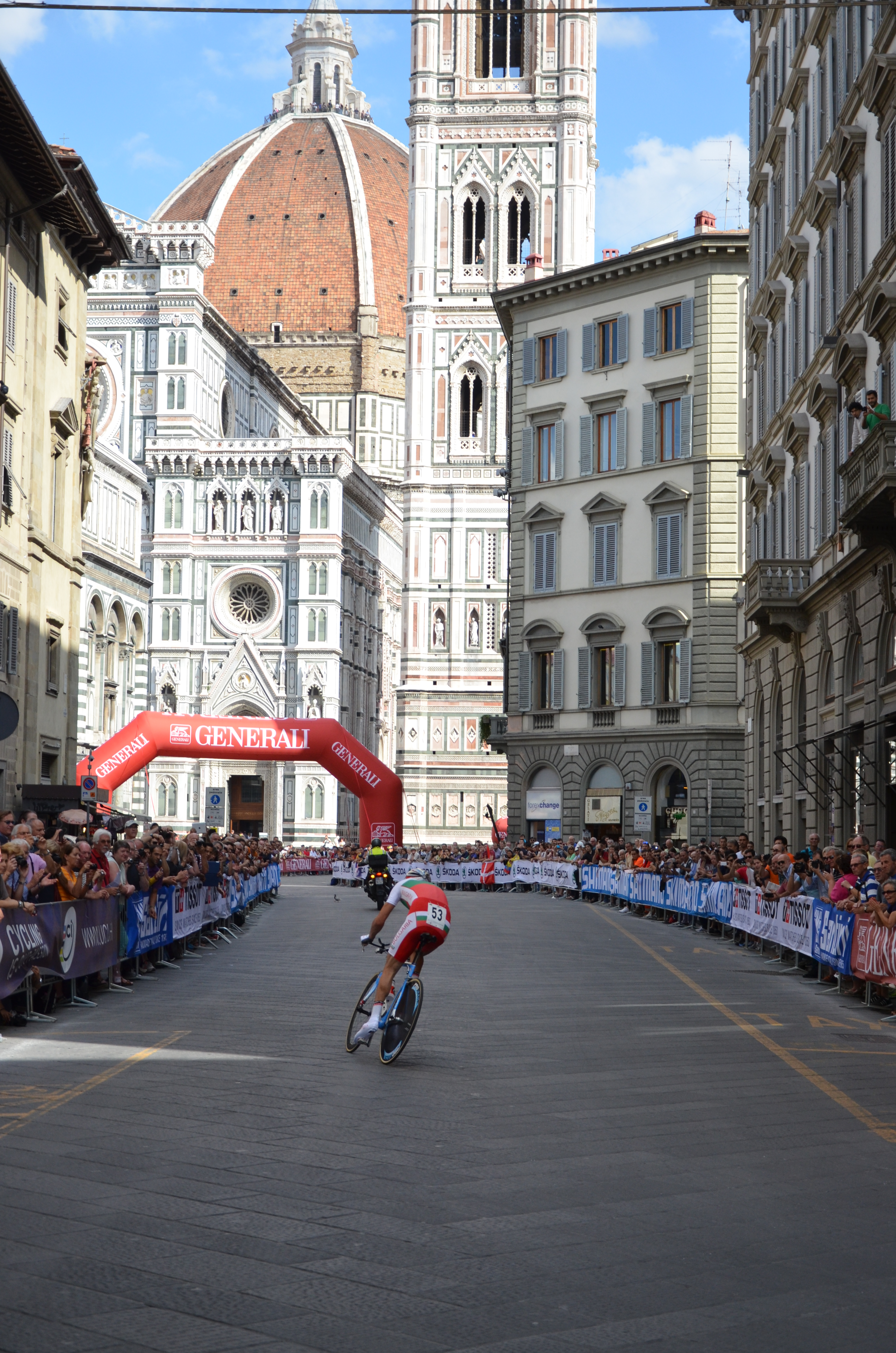
UCI-Straßen-Weltmeisterschaften 2013

- Samstag, 21. September

Eröffnungsfeier
- Sonntag, 22. September

Mannschaftszeitfahren der Frauen (Elite) Pistoia – Florenz Mandela Forum (42,79 km)
Mannschaftszeitfahren der Männer (Elite) Montecatini Terme – Florenz Mandela Forum (57,2 km)
- Montag, 23. September

Einzelzeitfahren der Juniorinnen Florenz Cascine – Florenz Mandela Forum (16,27 km)
Einzelzeitfahren der Männer (U23) Pistoia – Florenz Mandela Forum (43,49 km)
- Dienstag, 24. September

Einzelzeitfahren der Junioren Florenz Cascine – Florenz Mandela Forum (22,05 km)
Einzelzeitfahren der Frauen (Elite) Florenz Cascine – Florenz Mandela Forum (22,05 km)
- Mittwoch, 25. September

Einzelzeitfahren der Männer (Elite) Montecatini Terme – Florenz Mandela Forum (57,9 km)
- Freitag, 27. September

Straßenrennen der Juniorinnen Florenz Mandela Forum – Florenz Mandela Forum (82,85 km)
Straßenrennen Männer (U23) Montecatini Terme – Florenz (173,19 km)
- Samstag, 28. September

Straßenrennen der Junioren Montecatini Terme – Florenz Mandela Forum (140,05 km)
Straßenrennen der Frauen (Elite) Montecatini Terme – Florenz Mandela Forum (140,05 km)
- Sonntag, 29. September

Straßenrennen der Männer (Elite) Lucca – Florenz Mandela Forum (272,26 km)

## Aufgebote

### Deutschland
Elite Frauen
Zeitfahren (mögliche Starterzahl: 2): Lisa Brennauer (Specialized-lululemon), Trixi Worrack (Specialized-lululemon)
Straßenrennen (mögliche Starterzahl: 6); Lisa Brennauer (Specialized-lululemon), Esther Fennel (RV Rhede), Claudia Häusler (TIBCO-To The Top), Elke Gebhardt (Argos-Shimano), Romy Kasper (Boels Dolmans), Trixi Worrack (Specialized-lululemon)
Juniorinnen
Zeitfahren (mögliche Starterzahl: 2): Anna Knauer (Rottaler RSV), Luisa Kattinger (RV Karbach)
Straßenrennen (mögliche Starterzahl: 4): Anna Knauer (Rottaler RSV), Lisa Klein (RV Kandel), Gudrun Stock (RC Die Schwalbe München), Tatjana Paller (Equipe Holzkirchen)
U23 – Männer
Zeitfahren (mögliche Starterzahl: 2): Jasha Sütterlin (Thüringer Energie Team), Maximilian Schachmann (Thüringer Energie Team)
Straßenrennen (mögliche Starterzahl: 5): Emanuel Buchmann (Rad-net Rose Team), Silvio Herklotz (Team Stölting), Jasha Sütterlin (Thüringer Energie Team), Johannes Weber (Team Heizomat), Rick Zabel (Rabobank Continental Team)
Junioren
Zeitfahren (mögliche Starterzahl: 2 ): Oliver Mattheis (RSC Kempten), Joshua Stritzinger (RSC Felsenland)
Straßenrennen (mögliche Starterzahl: 5): Adrian Auerbacher (RU Wangen), Lennard Kämna (RSC Cottbus), Marco König (RV Queidersbach), Julian Schulze (RV Sturmv. München), Eric Süßemilch (RSC Biberach)
Elite Männer
Zeitfahren (mögliche Starterzahl: 3): Tony Martin (Omega Pharma QuickStep), Bert Grabsch (Omega Pharma QuickStep), Patrick Gretsch (Argos-Shimano/Zeitfahren)
Straßenrennen (mögliche Starterzahl: 6): Marcus Burghardt (BMC), John Degenkolb (Argos-Shimano), Simon Geschke (Argos-Shimano), Paul Martens (Belkin), Dominik Nerz (BMC), Fabian Wegmann (Garmin Sharp)
Ersatzfahrer: Johannes Fröhlinger (Argos-Shimano), Christian Knees (Sky), Paul Voß (NetApp)

### Schweiz
(folgt nach dem 17. September 2013)

## Medaillenspiegel
| Rang   | Land               | Gold | Silber | Bronze | Gesamt |
| ------ | ------------------ | ---- | ------ | ------ | ------ |
| 1      | Niederlande        | 3    | 1      | 0      | 4      |
| 2      | Belgien            | 2    | 0      | 0      | 2      |
| 3      | Australien         | 1    | 2      | 2      | 5      |
| 4      | Dänemark           | 1    | 2      | 1      | 4      |
| 5      | Frankreich         | 1    | 1      | 0      | 2      |
| 6      | Vereinigte Staaten | 1    | 0      | 2      | 3      |
| 7      | Deutschland        | 1    | 0      | 0      | 1      |
| 7      | Portugal           | 1    | 0      | 0      | 1      |
| 7      | Slowenien          | 1    | 0      | 0      | 1      |
| 10     | Großbritannien     | 0    | 1      | 1      | 2      |
| 10     | Spanien            | 0    | 1      | 1      | 2      |
| 12     | Neuseeland         | 0    | 1      | 0      | 1      |
| 12     | Russland           | 0    | 1      | 0      | 1      |
| 12     | Südafrika          | 0    | 1      | 0      | 1      |
| 12     | Schweden           | 0    | 1      | 0      | 1      |
| 16     | Albanien           | 0    | 0      | 1      | 1      |
| 16     | Italien            | 0    | 0      | 1      | 1      |
| 16     | Norwegen           | 0    | 0      | 1      | 1      |
| 16     | Schweiz            | 0    | 0      | 1      | 1      |
| 16     | Ukraine            | 0    | 0      | 1      | 1      |
| Gesamt | Gesamt             | 12   | 12     | 12     | 36     |